# Біотелеметрія
Біотелеметрія (або медична телеметрія) передбачає застосування телеметрії в біології, медицині та інших сферах охорони здоров'я для дистанційного спостереження за різними життєвими ознаками амбулаторних пацієнтів.

## Застосування
Найбільш поширене використання для біотелеметрії — у спеціальних телеметричних підрозділах для серцевої допомоги або у відділеннях етапного лікування лікарень. Хоча може передаватися практично будь-який фізіологічний сигнал, застосування, як правило, обмежується моніторингом серцевої діяльності та {\displaystyle {\ce {SpO_2}}}.
Біотелеметрія все частіше використовується для розуміння тварин та дикої природи шляхом дистанційного вимірювання фізіології, поведінки та енергетичного статусу. Вона може бути використана для розуміння того, як тварини мігрують, а також — навколишнього середовища, яке вони відчувають, вимірюючи абіотичні змінні, і як це впливає на їх фізіологічний статус, визначають такі біотичні змінні як, частота серцевих скорочень і температура. Системи телеметрії можуть бути прикріплені зовні до тварин, або розміщені всередині, з типами передачі для пристроїв, що залежать від навколишнього середовища, в якому тварина рухається. Наприклад, для вивчення руху тварин що плавають часто використовуються сигнали радіопередачі або ультразвукової передачі, для наземних або тварини що літають можна використати GPS та супутникові передавання.

## Компоненти системи біотелеметрії
Типова система біотелеметрії включає:
- Датчики, відповідні певним сигналам, що підлягають моніторингу
- Трансмітери, що носять пацієнти (живляться від батареї)
- Радіоантена та приймач[7]
- Блок з дисплеєм, здатний одночасно виводити інформацію від багатьох пацієнтів

## Історія
Деякі з перших застосувань систем біотелеметрії відносяться до ранньої космічних перегонів, коли фізіологічні сигнали, отримані від тварин або пасажирів-людей, передавались назад на Землю для аналізу (назва виробника медичних виробів Spacelabs Healthcare є відображенням їх початку в 1958 році системи біотелеметрії для ранньої космічної програми США).
Біотелеметрія тварин застосовується принаймні з 1980-х років. Вона просунулася тепер не тільки до розуміння фізіології та пересування диких тварин, але й до того, як різні тварини взаємодіють (наприклад, між хижаками та здобиччю).

## Сучасні тенденції
Через скупченість радіочастотного спектру через запровадження цифрового телебачення в США та багатьох інших країнах, Федеральна комісія зв'язку (англ. FCC), а також подібні установи в інших регіонах  почали виділяти певні смуги частот для ексклюзивного використання у біотелеметрії, наприклад, Бездротова медична телеметрична служба (англ. WMTS). FCC призначив Американське товариство медичної інженерії Американської лікарняної асоціації (англ. ASHE/AHA) координатором частот для WMTS.
Крім того, існує безліч продуктів, які використовують загальнодоступні стандартні радіопристрої, такі як Bluetooth та IEEE 802.11.